# Gunnar Bahr
Gunnar Bahr, född den 21 oktober 1974 i Berlin, är en tysk seglare.
Han tog OS-silver i soling i samband med de olympiska seglingstävlingarna 2000 i Sydney.